# Остановка по требованию (телесериал)
«Остано́вка по тре́бованию» — российский телесериал 2000 года.
В 2001 году было снято продолжение «Остановка по требованию 2».
По мнению издания «Коммерсантъ Власть» — яркий пример служебного романа в российском сериале.

## Сюжет

### 1 сезон
Сериал начинается в российской глубинке, с того, что главный герой Андрей Смирнов после ссоры с женой оказывается на улице, на остановке по требованию. Он решает уехать к маме. Проезжавшая мимо в своей машине Ирина Кленина случайно замечает Андрея и решает его подбросить, но затем он задерживается у неё дома. Между эффектной деловой женщиной, жёстким и расчётливым руководителем и скромным интеллигентом, живущим на зарплату и не повышающим голоса, неожиданно начинается роман. Жизнь Андрея быстро меняется, и он начинает работать на Ирину. Ситуация осложняется тем, что между бывшим мужем Клениной и женой Андрея тоже возникают отношения.

### 2 сезон
Андрей Смирнов уходит от Ирины. Он регистрирует своё изобретение, зарабатывает крупную сумму денег и вновь соединяется со своей бывшей супругой Наташей. Ирине приходится спасать своего экс-супруга Кленина от череды неудач. Также Ирина уходит из фирмы «Контакт», которую она возглавляла, и устраивается на работу официанткой.
Кленин влюбляется в Наташу и ухаживает за ней, но терпит в этом неудачу, так как Наташа всё ещё любит Андрея.
В конце концов, после всех перипетий, Андрей соединяется с Ириной, понимая, что именно она — настоящая любовь его жизни.

## В ролях
| Актёр                 | Роль                                                  |
| --------------------- | ----------------------------------------------------- |
| Дмитрий Певцов        | Андрей Смирнов                                        |
| Ольга Дроздова        | Ирина Кленина                                         |
| Андрей Руденский      | Сергей Кленин                                         |
| Анна Большова         | Наташа Смирнова                                       |
| Александр Семчев      | Жора                                                  |
| Александр Олешко      | Димочка                                               |
| Виктор Вержбицкий     | Макишев                                               |
| Владимир Стеклов      | сотрудник аппарата губернатора Роман Романович Чулков |
| Мария Аронова         | Гера                                                  |
| Виталий Соломин       | следователь Ищенко (2 сезон)                          |
| Валерий Гаркалин      | Ясинский (2 сезон)                                    |
| Владимир Ерёмин       | Шепетилов                                             |
| Олеся Судзиловская    | Соня                                                  |
| Георгий Дронов        | рабочий на стройке (2 сезон)                          |
| Алексей Шмаринов      | врач                                                  |
| Оксана Сташенко       | Надя, парикмахер (2 сезон)                            |
| Екатерина Гусева      | Катя, воспитатель детского сада (1 сезон)             |
| Станислав Дужников    | Саша, физрук                                          |
| Виктория Толстоганова | Люся                                                  |
| Галина Польских       | Нина Павловна                                         |
| Игорь Фокин           | Курносов (2-й сезон)                                  |

## Серии
| 1 сезон - 1 серия — «Автобусы не ходят» — 4.10.2000 - 2 серия — «Изменение маршрута» — 18.10.2000 - 3 серия — «Пассажиры с детьми» — 25.10.2000 - 4 серия — «Запасной выход» — 1.11.2000 - 5 серия — «Проездной билет» — 15.11.2000 - 6 серия — «Жёлтый свет» — 22.11.2000 - 7 серия — «Стоянка запрещена» — 29.11.2000 - 8 серия — «Конечная» — 7.12.2000 | 2 сезон - 1 серия — «Ночной поворот» — 13.12.2001 - 2 серия — «Квартирный вопрос» — 14.12.2001 - 3 серия — «Досье на Кленина» — 17.12.2001 - 4 серия — «Единство и борьба» — 18.12.2001 - 5 серия — «Перемена мест» — 19.12.2001 - 6 серия — «Чужие игры» — 20.12.2001 - 7 серия — «Новые роли» — 25.12.2001 - 8 серия — «Ссоры и примирения» — 26.12.2001 - 9 серия — «Сомнения и тревоги» — 27.12.2001 - 10 серия — «Час пик» — 28.12.2001 |

## Награды
- 2001 — Премия «ТЭФИ» в номинации Продюсер — Константину Эрнсту, Анатолию Максимову, Джанику Файзиеву[3]
- 2001 — Фестиваль игрового телекино «Сполохи-2001» (Архангельск)[4]:
  - Гран-при фестиваля
  - приз за лучшую женскую роль — Ольге Дроздовой

Роль следователя Ищенко стала одной из последних в карьере Виталия Соломина. Сериал частично снимался в Подмосковье в городке Заречье.

## Съёмочная группа
- Сценарий: Алексей Слаповский
- Режиссёры: Виллен Новак, Джаник Файзиев
- Оператор: Вадим Алисов
- Художник: Илья Амурский
- Художник по костюмам: Наталья Иванова
- Композитор: Владимир Дашкевич
- Продюсеры: Леонид Верещагин, Константин Эрнст, Анатолий Максимов